# Санжива, Чатхуранга
Чатхуранга Санжива (6 июля 1991, Шри-Ланка) — футболист из Шри-Ланки, нападающий, бывший капитан национальной сборной.

## Карьера
В 20 лет Санжива дебютировал в Премьер-Лиге Шри-Ланки. С 2011 года он выступает за местный клуб «Нэви».

## Сборная
За сборную Шри-Ланки Санжива дебютировал в 2013 году в игре против сборной Афганистана в рамках отборочного турнира Кубка вызова АФК 2014 года. В 2014 году нападающий стал капитаном национальной команды.